# Dichroplus mantiqueirae
Dichroplus mantiqueirae är en insektsart som beskrevs av Ronderos, Carbonell och A. Mesa 1968. Dichroplus mantiqueirae ingår i släktet Dichroplus och familjen gräshoppor. Inga underarter finns listade i Catalogue of Life.